# Электростеклоподъёмник

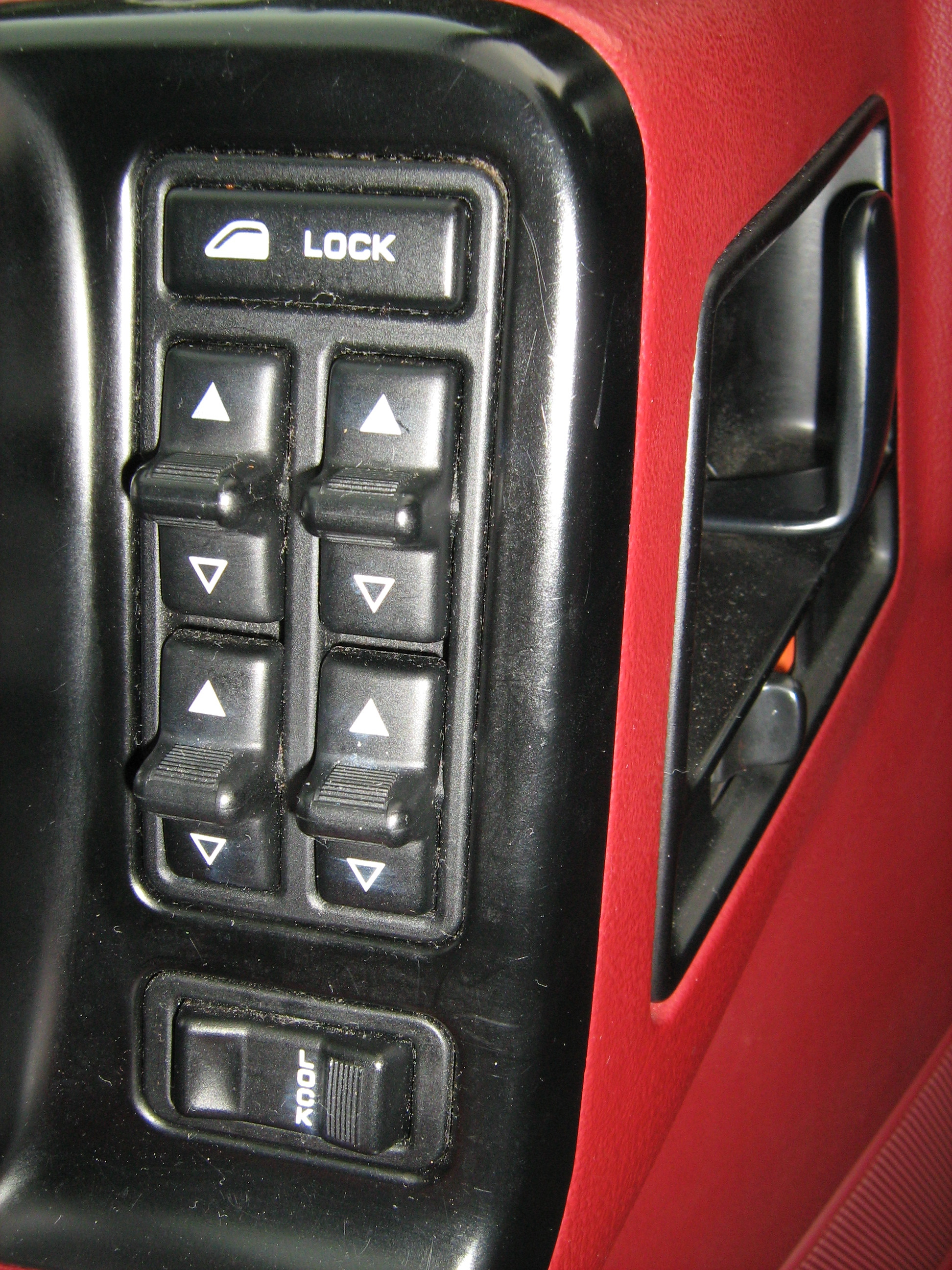
Управление стеклоподъёмником на автомобиле Гранд-Чероки

Электростеклоподъёмник — устройство в автомобиле, позволяющее закрывать боковые стёкла дверей (которые при их открытии обычно прячутся внутрь двери) без усилий, нажатием на кнопку.
Стеклоподъёмники обычно устанавливаются либо на все четыре двери (для 4-дверных моделей), либо только на передние двери.
Обычные средства управлениями стеклоподъемниками — трёхпозиционные переключатели, включающие функции:
- стекло в покое
- стекло закрывается
- стекло открывается

Причём после того, как оператор перестал управлять стеклом — переключатель возвращается в нейтральное положение и движение стекла прекращается.
Стекло водительской двери обычно снабжается пятипозиционными переключателями. К стандартному набору добавляется автоматическое закрывание и автоматическое открывание. Если переключатель поставить в данные позиции, то окно будет продолжать движение даже тогда, когда оператор оторвётся от управления, и переключатель вернется в нейтральное положение.
Часто управление стеклоподъемниками всех окон дублируются для водителя на водительской двери или находятся в доступном для водителя месте. Также подобные центры управления комплектуются дополнительной кнопкой, отключающей управление стёклами с переключателей, расположенных на дверях. Это дает возможность управлять стёклами только с водительского места и делает перевозку детей более безопасной для них.

## Устройство
Внутри каждой двери встроен механизм стеклоподъёма, который состоит из электропривода (мотора на 12 вольт с редуктором) и кинематики стеклоподъёмника. Обычно производители используют два наиболее распространённых механизма - это тросовое управление и шестерней через зубчатую рейку.